# 男性不妊症
男性不妊症（だんせいふにんしょう、英語: Male infertility）とは、不妊症のうち、主たる原因が男性側に認められるもの、男子不妊症とも呼ばれる。かつてはあまり注目されない概念であったが、近年は研究と認知が進んできており、その罹患率も女性に比べて極端に低いとも言えず、不妊症は決して女性だけの問題ではないと認識されつつある。
WHOによる統計では、加齢を考慮に入れない不妊原因で、原因が男性のみにある場合が24%、女性のみが41%、男女ともが24%、不明が11%と報告されており、妊娠適齢期においては、不妊原因の約40%に男性も関与している。

## 概要
生殖可能な年齢の異性のカップルが通常の性行為を継続しているにもかかわらず、一定期間が過ぎても妊娠に至らないものを不妊症とし、そのうち、男性側に原因があるものを男性不妊症という。通常の性行為が行われていることが前提のため、性行為自体が不能な勃起不全などは、厳密には男性不妊症には含まれない。なお、一定期間とは国際産婦人科学会により、女性については1年間と定義されているが、男性不妊症については確たる基準がない。しかしながら多くのケースにおいて女性不妊の場合と同様に1年、もしくは2年が一応の閾値とされる。罹患率については統計上のばらつきが非常に大きく、この場で概算値を述べることは困難である。
病態から4つに大別される。
- 造精機能障害（精子形成障害）
  - 特発性造精機能障害 63.2%
  - 精索静脈瘤 25.1%
  - 染色体異常 2.3%
  - （クラインフェルター症候群）(1.7%)
- 精路通過障害
  - 閉塞性無精子症（造精機能正常） 4.9%
- 副性器障害
  - 前立腺炎 0.9%
- 精機能障害 2.2%

## 歴史的背景
日本においては勃起不全などの明らかな場合を除き、歴史的に男性不妊症との概念は比較的新しいもので、かつては根拠無きままに「石女」などといった呼称で女性に不妊の罪をなすりつけてきた例が多く見られた。
もちろん日本においても、「離縁した妻が他の男との子を孕んだ」「後妻を設けても全く子供ができない」などの場合は、男性不妊症が強く疑われた。有名な例として豊臣秀吉は「下賜した女が別の男性との間に子供をなした」「女が側室になる以前に子をなしていた」「多くの妻を持ったにもかかわらず、ほとんど子供が生まれなかった（長浜城主時代に一男一女を授かっていたという説もある。また、淀殿が生んだ鶴松と豊臣秀頼は、秀吉の子供ではないという説もある）」といった事実から、その疑いは同時代から持たれていたようである。
中国の戦国時代（紀元前）においては、男性不妊について述べられている文献も見られ、かの国では男性不妊症という概念は、その原因が語られる時には著しく非科学的であったりはしたものの、広く知られていたと見られる。
現在までにさまざまな研究がなされているが、2010年現在、日本においては、不妊の原因の割合は男性不妊と女性不妊がそれぞれ半分近くであると結論されているが、元来子作りとは夫婦の共同作業であり、不妊はどちらか一方の責任と結論に拘るべきではないとの指摘もある。女性不妊の検査・治療よりは、男性に対するものの方が簡易であるという側面もあり、最近では最初から夫婦共に検査を行う例も増えてきている。
男性不妊症の近代においての研究では、その研究を疑問視する向きもあるながらも、アルフレッド・キンゼイの遺した功績が特筆される。なお、かつては「不妊」「不妊治療」が、子を孕まない、産まなくする手法（現在でいうところの避妊）に当たる概念であり、2010年現在でも、非先進国に関しては、これが該当する。

## 精子形成障害
精子を造る能力自体が低いか全くないもの。男性不妊全体の90%以上を占める。原因が不明なものも多く、50% - 60%は原因が不明な「特発性造精機能障害」と分類される。造精機能が損なわれている場合、精祖細胞が全く見られない場合、精子の発育が途中で止まる場合、あるいは極端に量または質に問題がある場合が考えられる。また、造精は精巣が単独で行うものではなく、視床下部、下垂体、精巣が協調して行われるものであり、先天的、後天的を問わず各種細胞間伝達物質の調整がうまくいかない際にも発症する。具体的なケースとしては、視床下部下垂体疾患による性腺刺激ホルモン欠損症などが挙げられる。
典型的には精索静脈瘤による精巣の温度上昇など、ヒトの精子は熱に弱く、これが不妊の原因となる場合が見られ、精索静脈瘤だけで全体の25% - 30%以上を占める。
その他温度に起因するものとしては停留精巣が多くみられる。また、40度以上の高熱を一週間以上患った場合も危険で、特に成人してからの流行性耳下腺炎（おたふく風邪）は20%以上の確率で精巣炎を発症し、両方の精巣に及んだ場合には無精子症などに至る場合がある。また、精巣そのもののみならず、副性器の炎症が原因となっているケースも見られる。なお、外傷や精巣炎などにより二つある精巣のうちの一つを物理的もしくは機能的に損した場合、残された精巣の機能も低下してしまう場合がある。また、精巣に腫瘍がみられる場合にも本障害が見られる。
その他の原因としてクラインフェルター症候群も比較的多く見られる。また、各種抗がん剤に代表される薬剤、放射線への被曝、およびダイオキシンや各種環境ホルモンなど、また、活性酸素の関与の可能性、が考えられている。
なお、世界保健機関によれば、正常な精液とは精液量2.0ml以上、pH7.2 - 7.8、精子濃度20.0×106/ml以上、総精子数40.0×106/ml以上、精子運動率50%以上または高速に前進する精子が25%以上、正常形態率15%以上、精子生存率75%以上、白血球数1×106/ml以上、が正常値とされる。精液検査では以上の基準との比較のほか、液状化に要する時間、色などの外観、粘度などが検査される。精液の検査により乏精子症、精子無力症、奇形精子症、無精子症などの診断が可能である。
精子の採取は2日 - 7日の禁欲期間の後に医療機関で行い、その場で迅速に検査を行うことが好ましい。また、炎症や感染症が考えられる場合には精液を培養し、細菌を調べることもある。
精液そのものの検査のほかに、糖尿病や腎臓病などの疑いのための尿検査、ホルモン検査、後述する抗精子抗体の検査や陰嚢のエコー検査、触診なども行われ、さらに必要に応じて精密検査が行われる。

### 特発性造精機能障害
医療技術の進歩により、従来特発性（原因不明）とされていたものに関しても、解析・診断が進んでいる。参考文献に挙げた『不妊・不育』では、各種精巣構成細胞の機能障害、微少なDNA疾患など、さまざまな事例が紹介されている。

## 性機能障害
性機能障害（性行為障害）とは、何らかの原因により性行為もしくは射精が不能なため、女性の内性器に精液を送ることができず、結果として妊娠に至らない場合。なお、少数ではあるものの、真性包茎が原因とされているケースも見られる。

## 症状から見たケース

### 乏精子症
精子の濃度が著しく低いもの。20×106/ml（2000万匹/1ミリリットル）以下のものをいう。ただし体調や環境によりばらつきが非常に大きいため、診断には複数回の検査を要する。この場合、造精機能障害が疑われる。なお、精液自体の分量が少ない場合には性腺機能障害および各種射精障害が疑われる。2000万 - 3000万/ml以下であれば人工授精、300万以下であれば体外受精、100万以下であれば顕微受精対象となる。

### 精子無力症
精子運動率が50%未満、または高速に直進する精子の率が25%未満のものをいう。ただしやはりばらつきが大きいため、診断には複数回の検査を要する。現在のところ、原因究明が一番難しいとされている。

### 無精子症
精液に精子を全く認めないもの。男性不妊症の10% - 20%に見られる症状である。また、無精子症患者の10%程度はクラインフェルター症候群である。精子が形成されているにもかかわらず何らかの問題により尿道外部より射精されないものを閉塞性無精子症、そもそも精子の造精に問題があるものを非閉塞性無精子症という。この症状が見られる場合、前述の造精機能障害が疑われる。

#### 閉塞性無精子症
無精子症の1/3程度は閉塞性である。原因としては先天的な精管欠損症が10% - 20%と、よく見られる。またこの場合には精嚢の形成障害が同時に見られることも多く、慎重な検査を要する。また、ヤング症候群も多く見られ、閉塞性無精子症のうち、21% - 67%は本症候群由来とされる。
後天的な要因として、下腹部に対する手術の副作用や外傷、炎症などによってこの症状が現れる例がある。典型的には幼少期の外鼠径ヘルニア手術の際の不手際が挙げられ、全体の28.9%、もしくは1/4以上がこのケースに該当するとの報告も見られる。また、パイプカットの復旧がうまく行われなかったケースなども該当する。この場合、パイプカットが陰嚢内で行われていた場合においては、精管の吻合は比較的容易である。

#### 非閉塞性無精子症
無精子症の2/3は非閉塞性に該当するが、前述の通り、そのうち50 - 60%程度は原因が不明となっている。詳しくは前述の造精機能障害の節を参照。

## その他の病状
- 精子の奇形率が30%以上のものを奇形精子症と呼ぶ[22][注 21]。
  - 異常な精子は不妊になるだけで、受精後の胎児に異常が出ることは少ないと考えられているが、一部の原因ではその限りではない。
- 精液中に白血球数が多い場合膿精液症とされる。多くは生殖器関連器官の炎症と共に見られる。ただし妊孕性には問題のない場合が多く、直接的に男性不妊症との関連性があるかどうかは疑問の余地がある[26]。
- 射精された精液内の精子がすべて死んでいる精子死滅症という症例もみられる[27]。
- 精液の少ない場合は逆行性射精、精管欠損、射精管閉塞などが疑われる[28]。
- 無精液症なる症例も存在する。

## その他の危険因子
前述の各種薬剤などのほか、カフェイン（コーヒー）の大量摂取、もしくはタバコの喫煙は造成機能を阻害する。アルコールや一部の麻薬類もテストステロンの分泌を阻害する。その他きついズボンあるいはブリーフの着用、熱い風呂に度々浸かる行為やサウナなども精子の量を低下させる可能性がある。
また、無機鉛、カドミウム、水銀、マンガンなどが造精機能に影響を及ぼす。なお、一部に電磁波の影響が懸念する声があるが、信頼性のある資料がなく、反証可能性がある仮説ではない。
医薬品による胎児への有害性を評価・区分する胎児危険度分類（A〜D、X）が存在するものの、男性側の影響を評価・区分する基準は知られていない。特に日本では、公的な胎児危険度分類が存在せず、医薬品による子孫への影響は軽視あるいは無視されているのが現状である。日本では公的な疫学的調査も行われていないため、信頼性の乏しい自主報告データに頼っている。

## WHO基準
WHOラボマニュアル-ヒト精液検査と手技-5版による精液検査の下限値は、
- 精液量 - 1.5ml以上
- 精子濃度 - 1500万/ml以上
- 総精子数 - 3900万/射精以上
- 前進運動率 - 32%以上
- 総運動率 - 40%以上
- 正常精子形態率（厳密な検査法で）- 4%以上
- 白血球数 - 100万/ml未満

## 検査
多方面からの検査が行われる。
問診
- 職業 - 高温下での作業、重金属、放射線
- 既往歴 - 耳下腺炎性精巣炎，外傷，鼠径ヘルニア手術、停留精巣の固定手術
- 家族歴 - 遺伝性疾患
- 性生活

視診・触診
精巣の大きさ、硬さは造精機能や状態を把握するのに重要
- 二次性徴の発現状態 - 外性器の発育状態，先天異常（尿道下裂、停留精巣）
- 内分泌機能異常、代謝性疾患などの有無、精索静脈瘤の有無。腫瘍や炎症の存在。

精液検査
- 一般精液検査 - 精液や精子の量的性状の検査で、質的性状（受精能力）は含まれない。
- 精子機能検査
  - a. 透明帯除去ハムスター卵へのヒト精子侵入試験：ハムスターテスト
  - b．hemizona assay(HZA)

| 精液量 Volume                | 2.0ml 以上         | 重量を測定する。比重1として 1.0g = 1.0ml として精液量を換算 |
| pH                           | 7.2 以上           | |
| 精子濃度 Sperm concentration | 20 × 106 / ml 以上 | |
| 総精子数 Total sperm count   | 40 × 106 以上      | |
| 精子運動率 Motllity          | 50% 以上           | 運動率は A+Bの割合(%)で示す。 A:速度が速く、直進する精子 B:速度が遅い、または直進性の悪い精子 C:頭部または尾部は動いているが前進運動していない精子 D:非運動精子 |
| 精子正常形態率 Morphology    | 15% 以上           | Kruger et al.のstrict criteriaに準じる |
| 精子生存率 Viabilty          | 75% 以上           | |
| 白血球数 White blood cells   | 10 × 106 未満      | |

## 治療
2010年現在、ケースに応じて以下の治療法が用いられる。ヒトの造精過程は約70日強であることから、男性不妊の治療においては、少なくとも3か月程度は経過を観察することが必要とされる。2017年5月、33歳の男性と34歳の女性が夫婦合わせて5年間に1000万円近くの治療費を費やしたが子供を授かっていないという事例が報告されており、総じて男性不妊症の治療費は高額になりがちであると言える。日本生殖医学会によると、男性不妊症の専門医は2017年4月時点で全国に51人しかおらず、その多くが関東や近畿に集中しているため、地方在住の患者には通院費や滞在費といった出費がかかるのが実情である。

### 手術
乏精子症、精子無力症、閉塞性無精子症の場合、原因の多くが解剖学的なものであれば、手術により妊娠が期待できることも多い。またこの場合、多くは健康保険が適用されるため、2004年現在、例えば2泊3日の精索静脈瘤手術の3割負担で6 - 7万円程度である。精索静脈瘤手術の場合その切除、もしくは静脈瘤か内精静脈の結紮、あるいは大腿部の血管を経由したカテーテルによる塞栓術が行われる。術式にもよるが、通常は全身麻酔を用いた場合でも長くとも一週間程度の入院で済み、場合によっては日帰り手術も可能である。
停留精巣においては、両側性であればその正常位置への固定、片側性であれば固定もしくは除去を行う。
精管の閉塞や切断の場合には、場合によっては不良な部分を除去した上での吻合が行われる。この場合は顕微鏡下での手術も多く行われ、手術が長時間に及ぶ可能性がある。手術による精路再建が困難な場合などには精子の採取と人工授精を目的とした人工精液瘤増設術なども用いられる。ただし以上の手術などによって、必ずしも症状が改善するとは言えないのが実情である。

### 精巣内精子採取術
手術による根治的な治療が困難な場合においても、精巣内精子採取術 (tesicular sperm extraction,TESE) と顕微受精などによって、妊娠に関しては十分にそれを期待し得る、良好とも言える成績が得られており、精子として発達する前の精子細胞においても、遺伝情報は精子と同じであるとの考えのもと、動物レベルでは成功が見られている。
この場合も特に大規模な手術を要する訳ではなく、多くは穿刺・吸引によって採取が可能である。また、染色体異常によるクラインフェルター症候群の場合にも、採取された精子の9割以上は正常な染色体を持っている。
採取術には
- 陰嚢から精巣を取り出して組織を回収する精巣精子回収法 (MD-TESE)
- 陰嚢を切開して行う精巣上体精子吸引術 (MESA)
- 陰嚢に穿刺しての経皮的精巣上体精子吸引術 (PESA)

などの術式がある。陰嚢への穿刺による精液採取は適切な箇所に穿刺し精子を吸引するためには複数回の試行が必要となる場合も見られるため、患者や陰嚢、精巣などに与える負担がかえって増加する場合がある。このため、他のアプローチが好まれる向きも見られる。

### 投薬
薬剤の投与としては、造精機能障害の場合はテストステロン、男性ホルモンの投与、抗プロラクチン剤、抗エストロゲン剤（クロミフェン、タモキシフェンなど）、ゴナドトロピンなどによるホルモン療法、メコバラミン、カリクレイン、シアノコバラミン（ビタミンB12）、さらには漢方薬などによって造精機能の活発化を促す手法が見られる。しかしながら、リンク先を見ていただいてもわかるように、テストステロン、男性ホルモンの投与は現在あまり行われていない。また、甲状腺機能の低下により妊孕性障害がみられるケースにおいては甲状腺ホルモンが、患者が抗精子抗体を持つ場合には副腎皮質ホルモン（ステロイド）の投与が行われる場合がある。また、精子の洗浄により抗体を洗い流すことで、人工授精の成功が期待できる。